# Псиловрахос
Псиловрахос или Соволако (на гръцки: Ψηλόβραχος, до 1927 Σοβολάκον, Соволакон,) е село в Република Гърция, дем Агринио, област Западна Гърция. Селото има население от 69 души според преброяването от 2001 година. Разположено е на 244 метра надморска височина в областта Етолия.

## Личности
Родени в Псиловрахос
- Аристидис Цулос (1880 – 1934), гръцки офицер и деец на гръцката въоръжена пропаганда в Македония